# Südafrikanische Basketballnationalmannschaft der Damen
Die südafrikanische Basketballnationalmannschaft der Damen ist die Auswahl südafrikanischer Basketballspielerinnen, welche die Basketball South Africa auf internationaler Ebene, beispielsweise in Freundschaftsspielen gegen die Auswahlmannschaften anderer nationaler Verbände, aber auch bei internationalen Wettbewerben repräsentiert. Größter Erfolg war der sechste Platz bei der Afrikameisterschaft 1994. 1992 trat der nationale Verband dem Weltverband Fédération Internationale de Basketball (FIBA) bei. Im Juni 2014 wurde die Mannschaft auf dem 70. Platz der Weltrangliste der Frauen geführt.

## Internationale Wettbewerbe

### Südafrika bei Weltmeisterschaften
Die Mannschaft konnte sich bisher nicht für eine Weltmeisterschaft qualifizieren.

### Südafrika bei Olympischen Spielen
Bisher gelang es der Mannschaft nicht, sich für die olympischen Basketballwettbewerbe zu qualifizieren.

### Südafrika bei Afrikameisterschaften
Die Mannschaft kann bisher vier Teilnahmen an der Afrikameisterschaft vorweisen:
| - 1966: nicht teilgenommen - 1968: nicht teilgenommen - 1970: nicht teilgenommen - 1974: nicht teilgenommen - 1977: nicht teilgenommen - 1979: nicht teilgenommen - 1981: nicht teilgenommen - 1983: nicht teilgenommen - 1984: nicht teilgenommen - 1986: nicht teilgenommen - 1990: nicht teilgenommen | - 1993: 8. Platz - 1994: 6. Platz - 1997: nicht qualifiziert - 2000: nicht qualifiziert - 2003: 9. Platz - 2005: nicht qualifiziert - 2007: nicht qualifiziert - 2009: 11. Platz - 2011: nicht qualifiziert - 2013: nicht qualifiziert |

### Südafrika bei den Afrikaspielen
Die Damen-Basketballnationalmannschaft Südafrikas nahm bisher zweimal an den Wettbewerben der Afrikaspiele teil. Im Jahr 1999 kam das Nationalteam auf den sechsten, 2011 auf den elften Rang.